# Håkon Liu
Håkon Liu, (kinesiska: 劉漢威) född 26 november 1975 i Kirkenes, död 14 januari 2017, var en norsk filmregissör. Hans mor är norska och hans far taiwanes och familjen bodde större delen av sonens uppväxt i Taiwan.
Liu studerade fri konst i Oslo och gick därefter regilinjen vid Högskolan för fotografi och film i Göteborg, nuvarande Akademin Valand. Han debuterade 2004 med kortfilmen Kär i natten. För 2007 års Lucky Blue belönades han med Novellfilmspriset vid Göteborgs filmfestival och nominerades till en Guldbagge i kategorin Bästa kortfilm. Med 2009 års Miss Kicki gjorde Liu sin långfilmsdebut. För filmen mottog han 2009 Telia Film Award.

## Filmografi
- 2004 – Kär i natten
- 2004 – Ekorren
- 2005 – Fantomsmärta
- 2005 – Julafton
- 2007 – Lucky Blue
- 2008 – Habib (TV-serie)
- 2009 – Miss Kicki
- 2013 – Avslut

## Priser och utmärkelser
- 2007 – Stora novellfilmspriset vid Göteborgs filmfestival
- 2009 – Telia Film Award